# Constance Jablonski
Constance Jablonski (ur. 17 kwietnia 1991 w Lille) – francuska supermodelka, mieszkająca w Nowym Jorku. Obecnie zajmuje 8. miejsce w rankingu na Models.com.

## Kariera
Karierę modelki rozpoczęła po wygraniu konkursu Elite Model Look Contest we Francji w 2006 roku. Przez pierwsze dwa lata kariery pracowała w Paryżu. W 2008 roku podpisała międzynarodowe kontrakty w: Nowym Jorku, Barcelonie, Londynie, Mediolanie i Kopenhadze. Constance na wybiegu prezentuje kolekcje takich renomowanych marek jak: Alessandro dell'Acqua, Aquilano e Rimondi, Armand Basi One, Atsuro Tayama, Bottega Veneta, Byblos, Carolina Herrera, Custo Barcelona, Derek Lam, D&G, DKNY, Dolce & Gabbana, Donna Karan, Elie Saab, Emanuel Ungaro, Emilio Pucci, Francesco Scognamiglio, Gabriele Colangelo, Gaetano Navarra, Guy Laroche, Hermès, Hussein Chalayan, Jaeger London, Jason Wu, Jeremy Scott, Jill Stuart, Julien Macdonald, Louise Goldin, Matthew Williamson, Max Mara, Moschino, Cheap & Chic, Narciso Rodriguez, Nicole Miller, Ohne Titel, Richard Nicoll, Sonia Rykiel, Tadashi Shoji, Thakoon, Yves Saint Laurent, Givenchy, John Galliano, Karl Lagerfeld, Viktor & Rolf, Jean-Paul Gaultier, Christian Dior. 
Brała udział w kampaniach reklamowych dla: Alberta Ferretti, Cesare Paciotti, D&G, Donna Karan, Calvin Klein, Hermes, Nine West, Max Mara, Barneys, Topshop, Tse, H&M, Bally, GAP, Moschino, United Colors of Benetton, Estée Lauder, oraz Y-3.
Wystąpiła na okładkach magazynów: Russh, Vogue, Revue de Modes, Harper’s Bazaar, Amica. W listopadzie 2010 Constance uczestniczyła w pokazie mody Victoria’s Secret.